# The Faithful Clock
The Faithful Clock è un cortometraggio muto del 1909 diretto da Lewin Fitzhamon.

## Trama
I ladri rubano l'orologio a pendolo di una povera famiglia. Ma il fedele orologio torna a casa.

## Produzione
Il film fu prodotto dalla Hepworth.

## Distribuzione
Distribuito dalla Hepworth, il film - un cortometraggio di 160 metri - uscì nelle sale cinematografiche britanniche nel novembre 1909.
Si conoscono pochi dati del film che, prodotto dalla Hepworth, fu distrutto nel 1924 dallo stesso produttore, Cecil M. Hepworth. Fallito, in gravissime difficoltà finanziarie, il produttore pensò in questo modo di poter almeno recuperare il nitrato d'argento della pellicola.